# Fürstenhäusle
Koordinaten: 47° 41′ 40,3″ N, 9° 16′ 31,5″ O

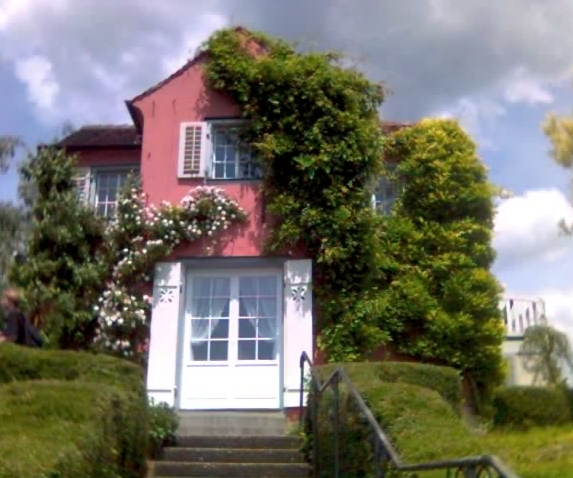
Fürstenhäusle in Meersburg, 2005

Das Fürstenhäusle ist ein historisches Gebäude und Museum zur Erinnerung an Annette von Droste-Hülshoff in Meersburg. Es befindet sich wenige Schritte vom Meersburger Obertor oberhalb in einem Weinberg.

## Gartenhaus des Fürstbischofs
Der Name Fürstenhäusle bezieht sich auf den Konstanzer Domherrn und späteren Fürstbischof Jakob Fugger von Kirchberg und Weißenhorn, der das Gebäude als Gartenhaus bzw. als Weinberghaus um 1600 errichten ließ. 200 Jahre blieb es im Besitz der Fürstbischöfe, zuletzt Maximilian Christoph von Rodt. Im Zuge der Säkularisation ging es 1803 an das Haus Baden.

## Versteigerung an Droste-Hülshoff
Nachdem das Haus einige Jahrzehnte leer stand, wurde es im November 1843 durch die Meersburger Priesterhausverwaltung an Annette von Droste-Hülshoff versteigert. Zur Versteigerung waren alle Honoratioren erschienen, verzichteten aber auf das Mitbieten, als Droste-Hülshoff auf Befragen sagte, dass sie vielleicht mitbieten würde. So erhielt sie nach wenigen Minuten des Bietens den Zuschlag zum Preis von 400 Talern. Sie schrieb darüber: „Alle sagen, ich hätte lächerlich wohlfeil gekauft, die Reben allein kosteten hier in schlechterer Lage ebenso viel, und in guter wenigstens das Doppelte, und das Haus hätte ich ganz umsonst. Das Geld bekomme ich jedenfalls für die erste Ausgabe meiner Gedichte. Ich habe recht viel Freude an diesem Kauf.“ Das Arbeitszimmer mit Aussicht auf den Bodensee nannte sie „Schwalbennest“. In einem Brief an Elise Rüdiger, geborene Hohenhausen von 1843 schreibt sie:

„Jetzt muss ich Ihnen auch sagen, daß ich seit acht Tagen eine grandiose Grundbesitzerin bin. Ich habe das blanke Fürstenhäuschen, was neben dem Weg zum Frieden liegt, in einer Steigerung nebst dem dazugehörigen Weinberge erstanden, und wofür? Für 400 Reichsthaler! Die Aussicht ist fast zu schön, d. h. mir zu belebt, was die Nah-, und zu schrankenlos, was die Fernsicht betrifft.“

## Vererbung innerhalb der Familie
Die Dichterin konnte ihr Eigentum, das sie erst fünf Jahre vor ihrem Tod erworben hatte, aus Gesundheitsgründen kaum mehr genießen. Um die Verwaltung des kleinen Besitzes kümmerte sich ihre Schwester Jenny Freifrau von Laßberg, von der sie sich auch über die jährliche Weinernte berichten ließ. Das Fürstenhäusle erbten nach ihrem Tode 1848 ihre Schwester und deren Töchter, die auf Burg Meersburg lebten. 1915 erwarb es ein Neffe der Dichterin, Carl Caspar von Droste zu Hülshoff, der das Fürstenhäusle um einen Anbau erweiterte, als Familienbesitz einrichtete und bis zu seinem Tod 1922 selbst bewohnte.

## Einrichtung als Museum
Carl Caspar von Droste zu Hülshoffs Witwe Marie, geb. von Bothmer, begründete 1923 das Museum. Zuvor hatte ihr Mann das Fürstenhäusle durch einen rückwärtigen Anbau wesentlich erweitert. Im unverändert erhaltenen Vorderteil befindet sich das Museum.
Nach Schäden im Zweiten Weltkrieg richtete es die Frau von Heinrich von Bothmer – einem Enkel von Heinrich von Droste zu Hülshoff – mithilfe von Leihgaben aus der Verwandtschaft neu ein. Es war Helene von Bothmer, geb. Davis (1908–1996), eine gebürtige US-Amerikanerin, die 1955 den Droste-Preis der Stadt Meersburg stiftete.

## Museum des Landes Baden-Württemberg
Helene von Bothmer verkaufte das Museum mit Inventar 1962 an das Land Baden-Württemberg, wohnte und wirkte aber danach dort bis 1977 als Kuratorin, wobei sie von 1953 bis 1971 durch ihren neuen Ehemann Karl Graf von Bothmer unterstützt wurde. 1972 wohnte bei ihr Wilderich von Droste zu Hülshoff. Sie wurde 1978 mit der Verdienstmedaille des Landes Baden-Württemberg und 1988 mit dem Bundesverdienstkreuz ausgezeichnet. Betreut wird das Fürstenhäusle, da es zu den landeseigenen Monumenten zählt, von der Einrichtung Staatliche Schlösser und Gärten Baden-Württemberg.
Das Haus beherbergt ein Museum, das an das Leben und Werk der Annette von Droste-Hülshoff erinnert. Unter den ausgestellten Möbeln befindet sich beispielsweise der Biedermeier-Sekretär, an dem viele der literarischen Schöpfungen der Dichterin entstanden. Zahlreiche Bildnisse an den Wänden zeigen die einstige Bewohnerin, ihre Familie und Menschen, die ihr wichtig waren. Originale Handschriften, Illustrationen zu ihren Gedichten, Erst- und Frühausgaben zählen zu den Schätzen des Museums. Es enthält auch persönliche Dinge der Droste-Hülshoff wie Schmuck, Porzellan und Stücke aus der Mineraliensammlung. Über 10.000 Besucher werden pro Jahr gezählt.

## Sonstiges
Bemerkenswert ist, dass zuvor die Familie der Dichterin mit der Familie des Erbauers des Fürstenhäusle, den Grafen Fugger, nur eine sehr unangenehme Verbindung gehabt hatte: Der Ur-Ur-Großvater der Dichterin, Heinrich-Wilhelm I. von Droste zu Hülshoff (1704–1754), hatte auf seiner Kavalierstour in Salzburg u. a. einen Grafen Fugger zu seinem Abschiedsdiner eingeladen, aber „vergessen“, ihm brauchgemäß zuzutrinken. Graf Fugger, der aus einer zwar sehr reichen, aber – im Gegensatz zu den Droste zu Hülshoff – nicht uradeligen Familie stammte, nahm ihm das so übel, dass er ihn, als er ihn auf dem Petersplatz in Rom zufällig wieder traf, sofort zum Duell forderte. In Notwehr erstach ihn an diesem Ort Droste zu Hülshoff, der danach seines Lebens nicht mehr froh werden konnte.

## Galerie

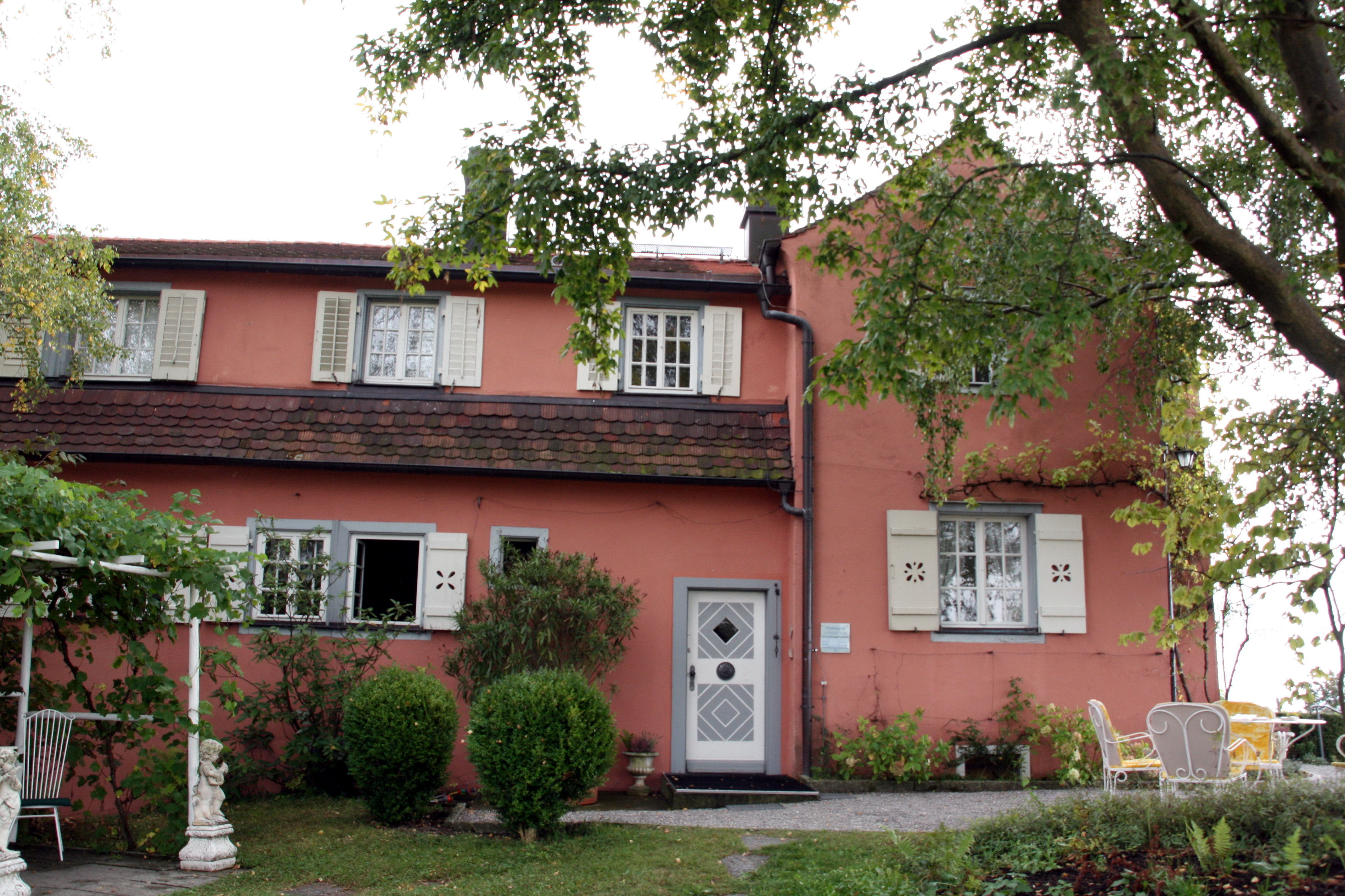
Westseite, 2009
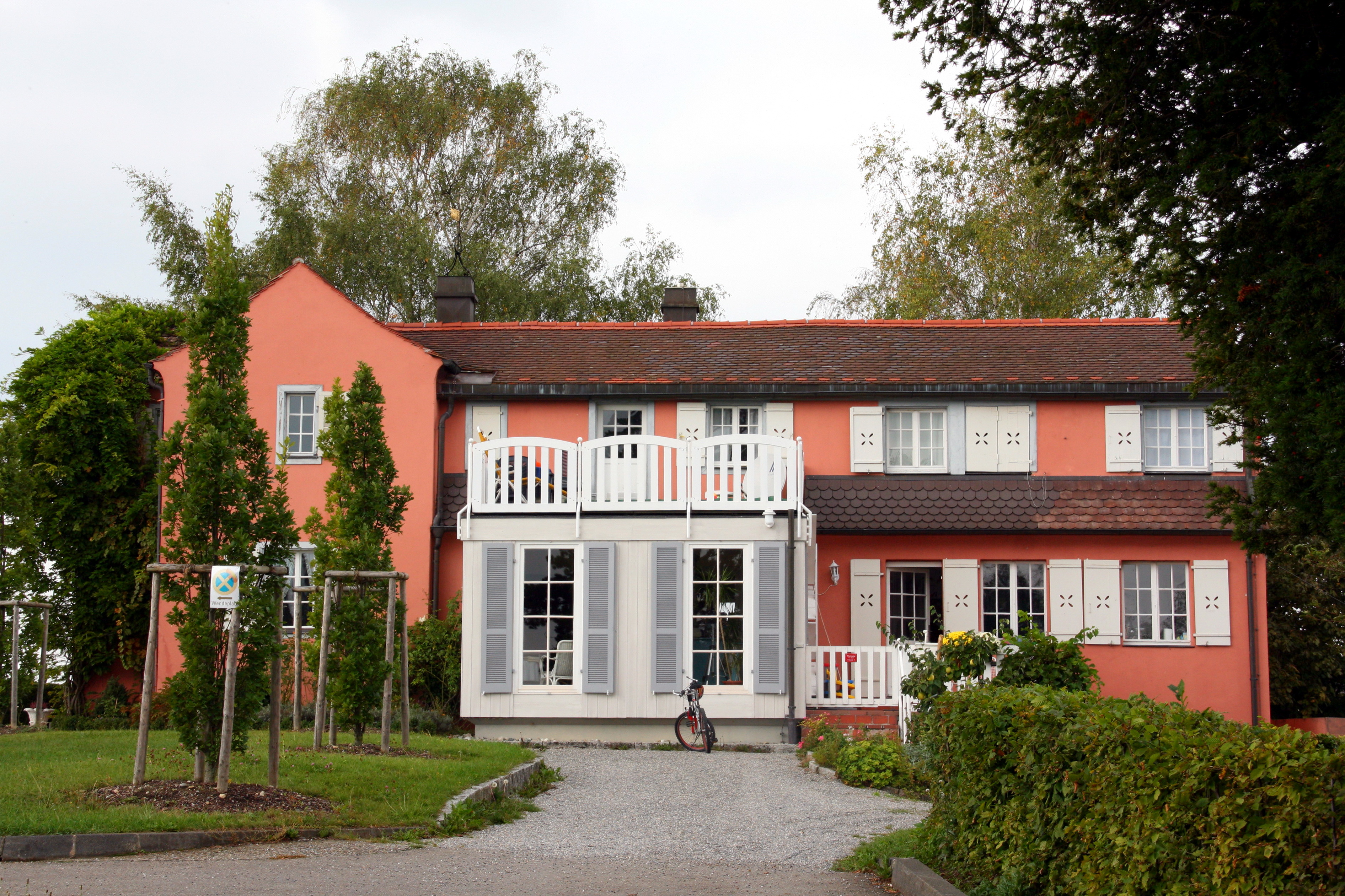
Ostseite, 2009
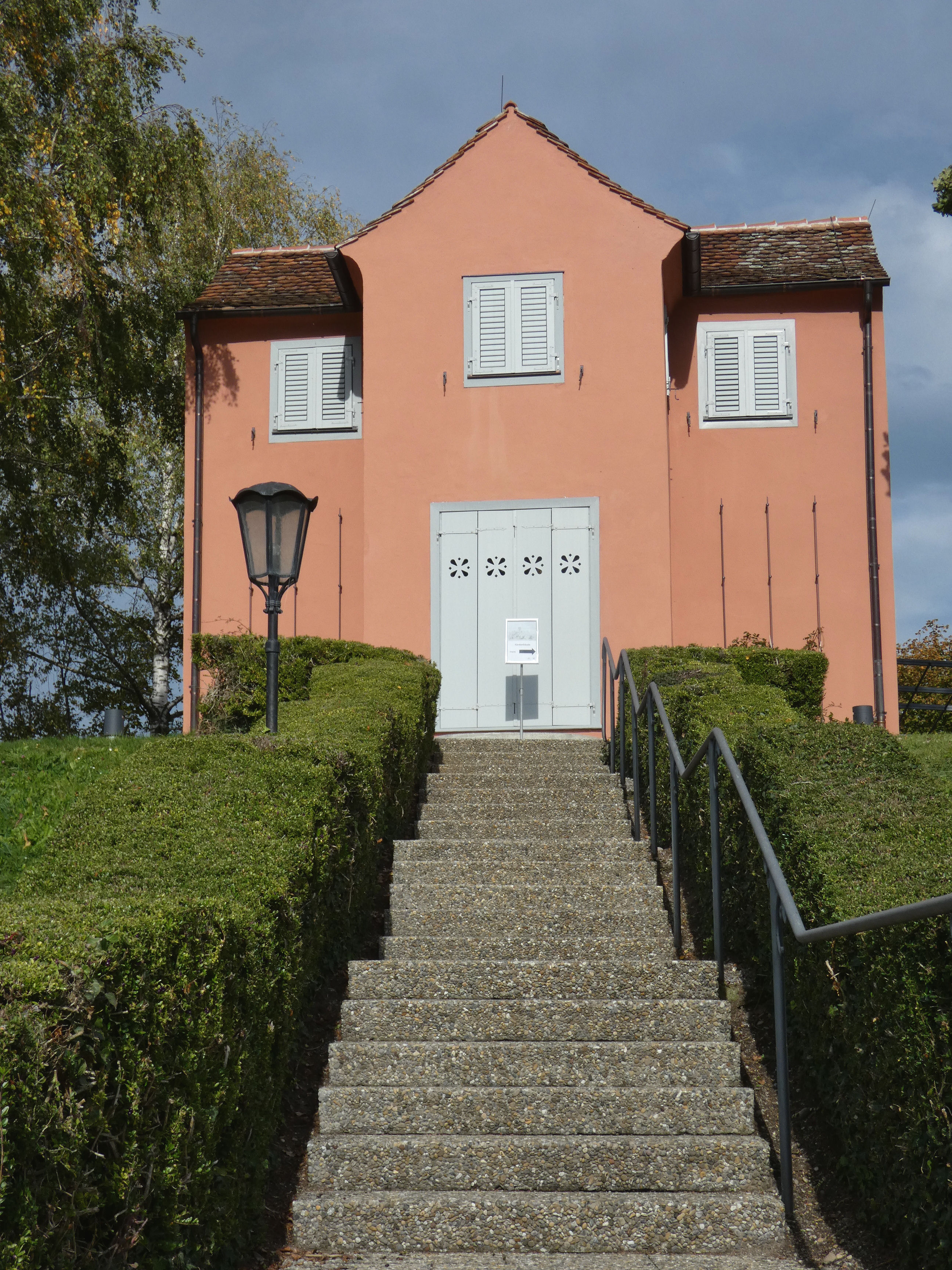
Südseite, 2019
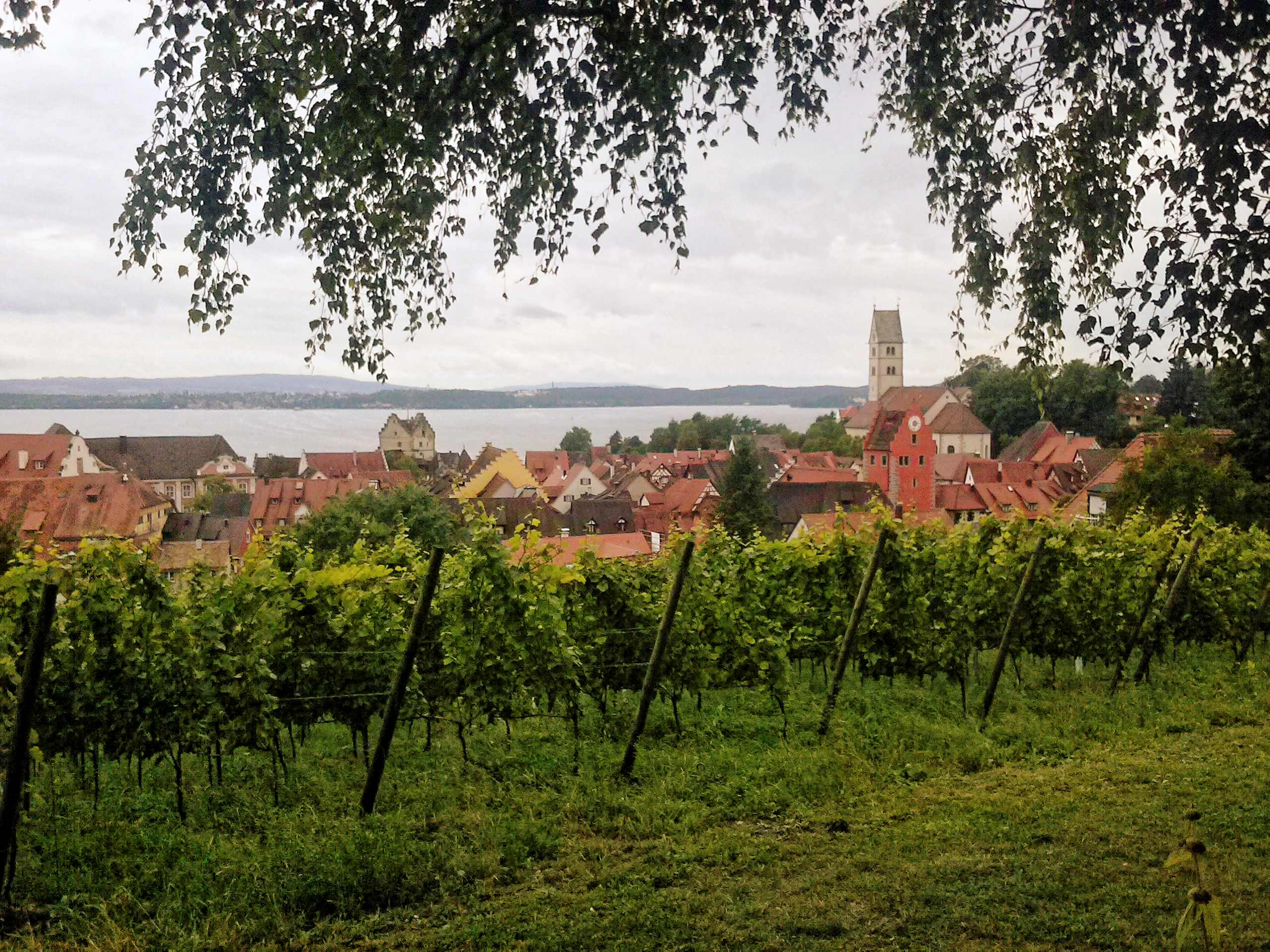
Blick vom Fürstenhäusle auf Meersburg
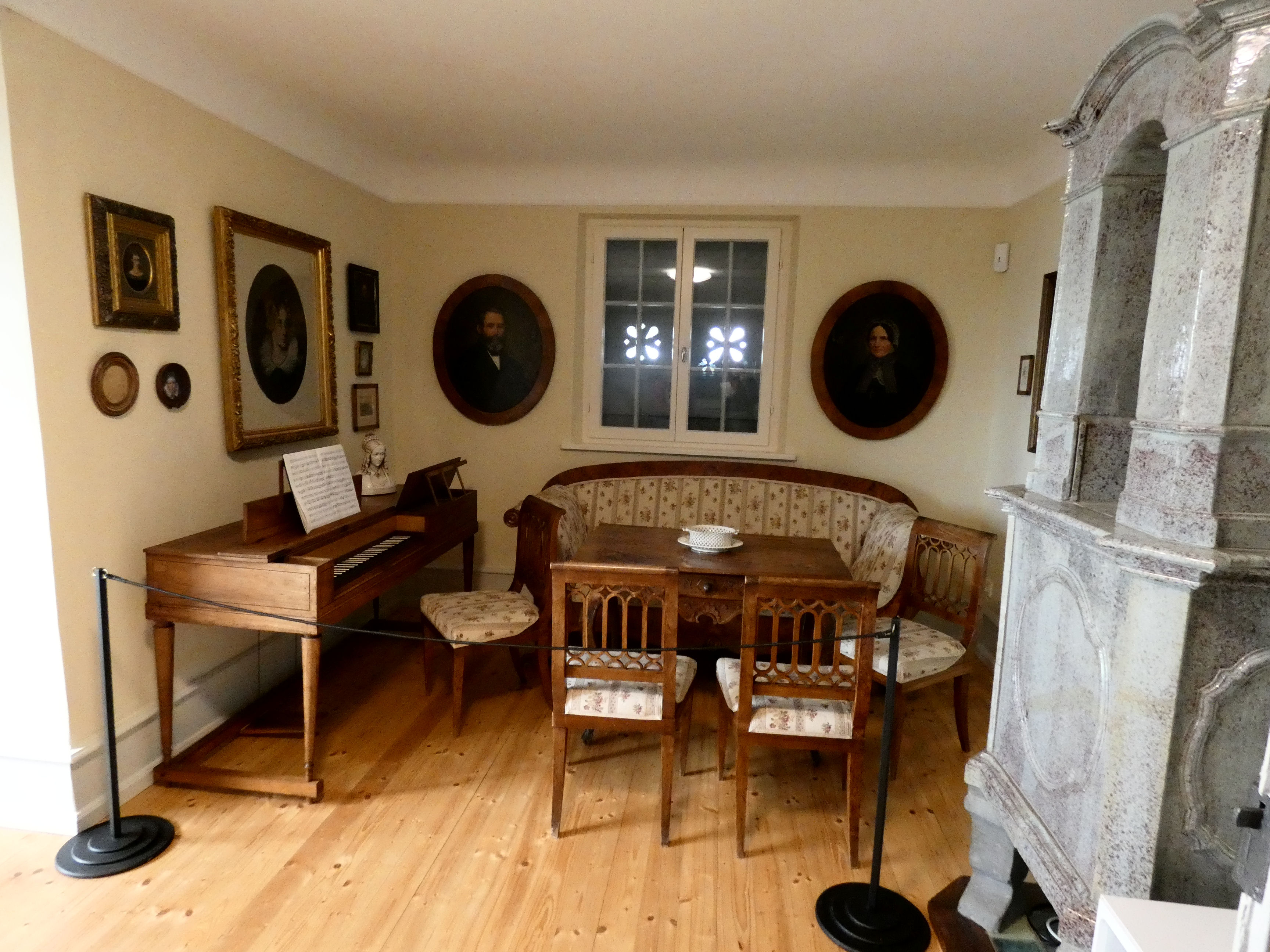
Paradezimmer im Erdgeschoss
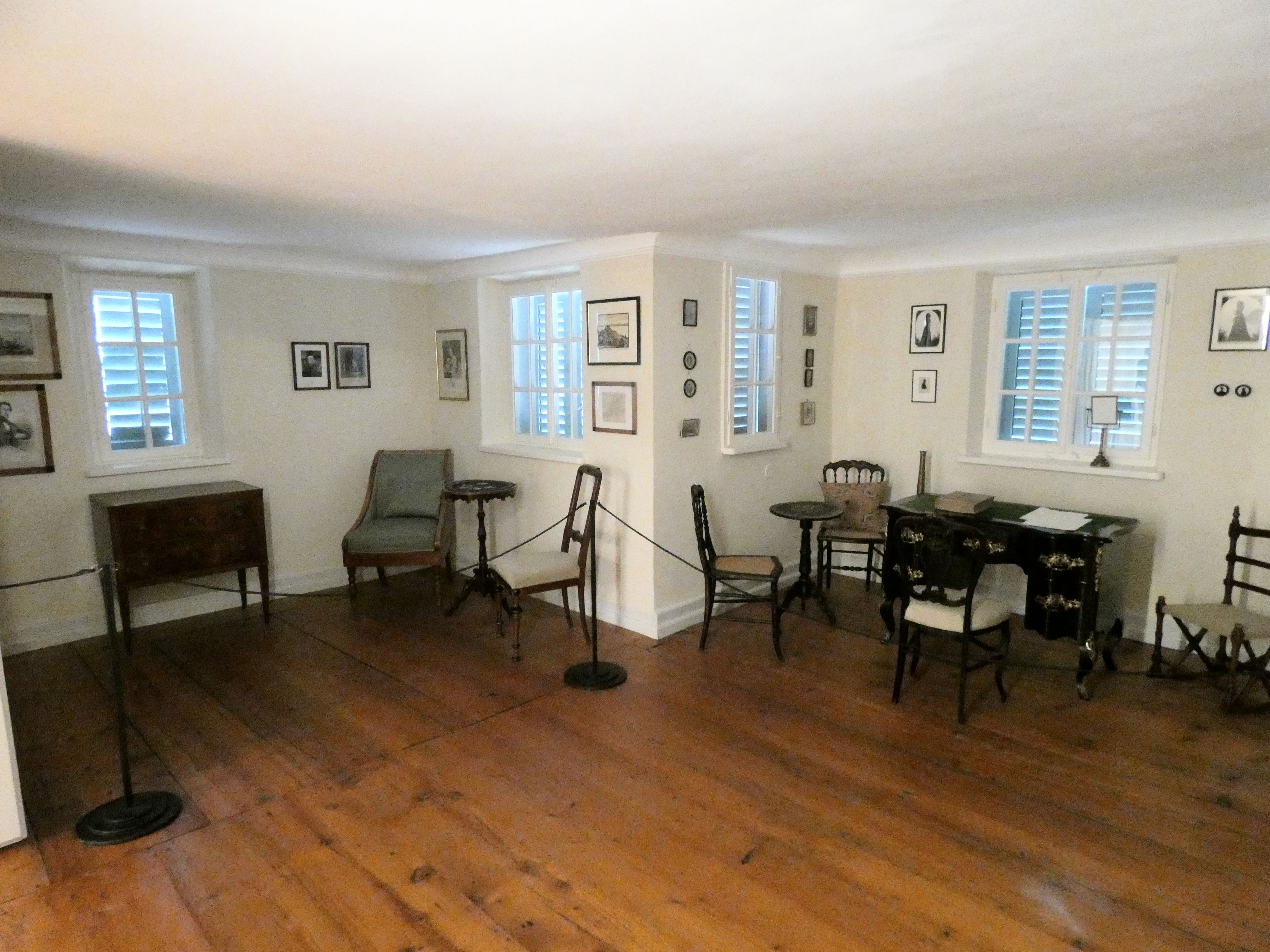
Räume im 1. Stock